# گورستان پارتی طاق‌بستان
گورستان پارتی طاق‌بستان یک محوطهٔ باستانی در شمال شرقی شهر کرمانشاه است. این محوطه بخشی از محوطۀ تاریخی طاق‌بستان به شمار می‌آید. در این محوطهٔ باستانی آثاری از دوره‌ی مفرغ میانی و جدید، عصر آهن سه و دورهٔ اشکانی کشف شده‌است.

## مساحت
مساحت محوطهٔ گورستان پارتی مشخص نیست. این میزان در برخی منابع ۲ و در برخی دیگر ۴ هکتار ذکر شده‌است.

## تاریخچهٔ اکتشافات
از سال ۱۳۴۸ شهرداری کرمانشاه با هدف توسعهٔ محوطهٔ اثر باستانی طاق‌بستان، پروژه‌های متعدد محوطه‌سازی و فضای سبز را در این بخش از شهر کرمانشاه اجرا کرد. در زمستان همان سال، کارگران شهرداری کرمانشاه در جریان کندن زمین برای کاشت نهال به منظور ساخت پارک غربی طاق‌بستان، در تپه‌ها و ارتفاعات مشرف بر غرب مجموعهٔ نقوش برجستهٔ طاق‌بستان به تعدادی ظرف سفالی برخوردند. عملیات درختکاری متوقف شد و باستان‌شناسی به نام سیف‌الله کامبخش‌فرد که در آن زمان مشغول کاوش در محوطهٔ معبد آناهیتا در کنگاور بود، مأمور بررسی و ارزیابی محوطه شد.
کامبخش فرد دو گمانه را در فاصلهٔ ۵۰ متری از یکدیگر حفر کرد که در نتیجهٔ آن بیش از ۴۰ گور-خمره از دوره‌های اشکانی به همراه بقایایی از معماری دورهٔ پیش از تاریخ (عصر مفرغ، فرهنگ گودین III و دورهٔ تاریخی) آشکار شد.
این محدوده تا سال‌های آغازین پس از انقلاب در معرض بازدید قرار داشت، اما با وقوع جنگ به دست فراموشی سپرده شد و بخش‌های کاوش شده نیز توسط افراد ناشناس تا حدود زیادی تخریب شد. در اوایل دههٔ ۱۳۸۰ خورشیدی، شهرداری کرمانشاه با هدف ایجاد پارکینگ محدودهٔ کاوش شده را تسطیح، خاکبرداری و به طور کلی ویران کرد.

## عملیات تعیین حریم
در سال ۱۳۹۴ و در جریان تلاش برای ارسال پروندهٔ مجموعهٔ طاق‌بستان به یونسکو با هدف ثبت جهانی این مجموعهٔ تاریخی، بار دیگر عملیات گمانه‌زنی با هدف تعیین حریم گورستان پارتی آغاز شد. در این فصل از کاوش‌ها که از ۱۵ خرداد ۱۳۹۴ آغاز شد، با هدف تعیین عرصهٔحقیقی این اثر ۲۵ گمانه حفر شد. در این فصل از کاوش، مشخص شد که محوطهٔ گورستان پارتی ۲۰۰ متر طول و ۱۰۰ متر عرض و مساحتی به اندازهٔ ۲ هکتار دارد. همچنین یافته‌های این گمانه‌زنی‌ها منجر به کشف آثاری از دورهٔ مفرغ میانی و جدید، عصر آهن سه و دوره‌ی اشکانی شد.
علاوه بر این‌ها سجاد علی‌بیگی سرپرست تیم کاوش در گورستان پارتی طاق‌بستان از کشف بقایای روستایی با قدمت ۵ هزار و ۵۰۰ سال در محوطهٔ طاق‌بستان در جریان همین کاوش‌ها خبر داد.

## تبدیل به سایت‌موزه
در ۱۱ دی ۱۴۰۲ مدیر پایگاه ملی تاق‌بستان اعلام کرد که از چند ماه قبل حصارکشی دور محوطۀ گورستان آغاز شده و تا مدتی دیگر به پایان می‌رسد و این محوطه این پتانسیل را دارد که در صورت تعیین اعتبار ظرف مدت ۲ سال به سایت‌موزه تبدیل شود. با این وجود وی در آبان ۱۴۰۳ اعلام کرد که مقدمات تبدیل گورستان به سایت‌موزه هنوز فراهم نشده و از ۶۰۰ تا ۷۰۰ متر حصارکشی لازم، حدود ۵۰۰ متر انجام شده و برای تأمین روشنایی و نصب سیستم‌های حفاظتی نیز تأمین اعتبار صورت نگرفته است. وی همچنین دربارۀ مشکل مالکیت این محوطه صحبت کرد و گفت اگرچه میراث فرهنگگی از سال ۱۳۴۷ تاکنون بهره‌بردار این محوطه بوده، اما سند آن به نام نهادی دیگر است.